# Pequeño rombihexacrono
En geometría, el pequeño rombihexacrono (o pequeño disdodecaedro díptero) es el dual del pequeño rombihexaedro. Es visualmente idéntico al pequeño icositetraedro hexacrónico. Sus caras son antiparalelogramo formadas por pares de coplanaridad triángulo.

## Proporciones

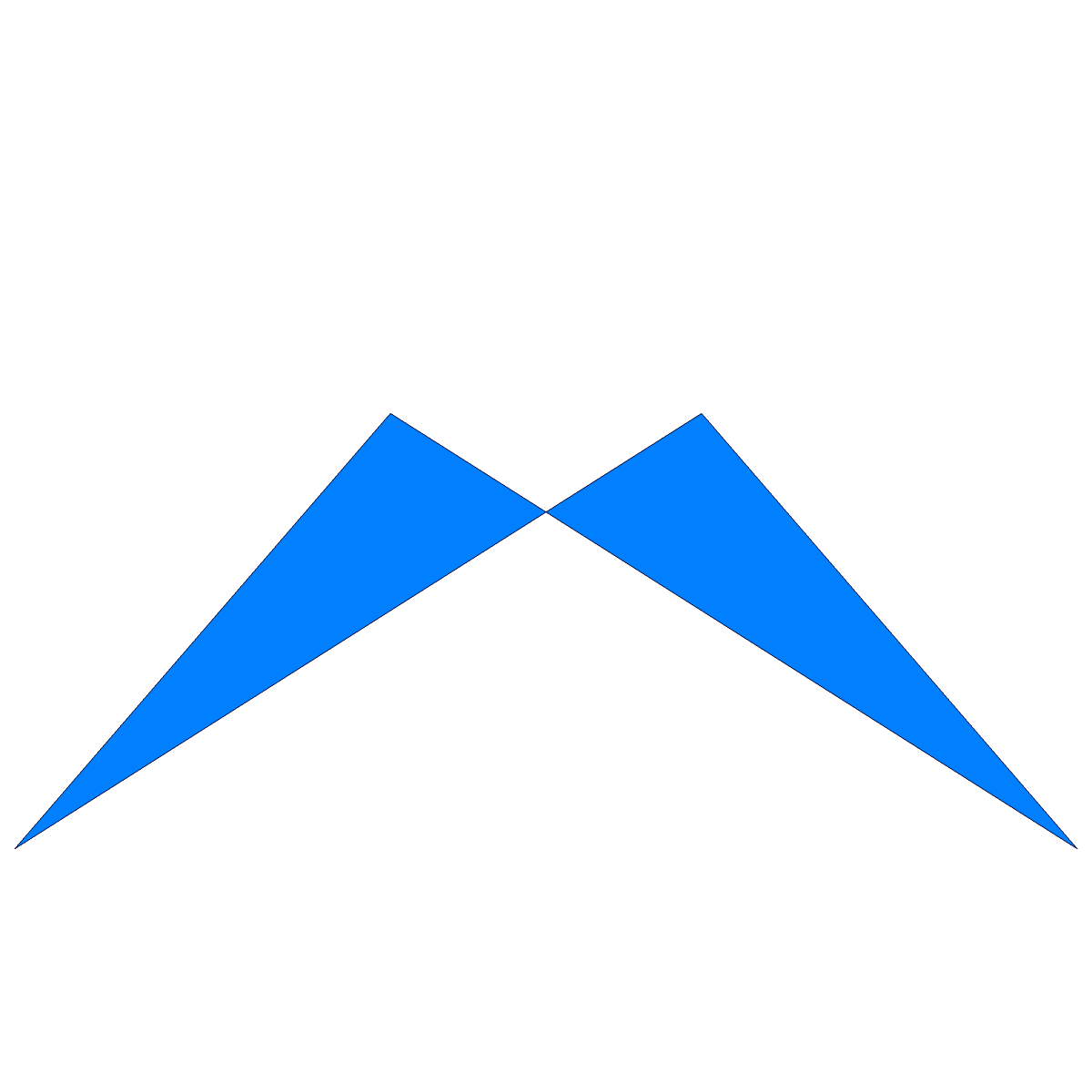
Forma de las caras

Cada antiparalelogramo tiene dos ángulos de {\displaystyle \arccos({\frac {1}{4}}+{\frac {1}{2}}{\sqrt {2}})\approx 16.842\,116\,236\,30^{\circ }} y dos ángulos de {\displaystyle \arccos(-{\frac {1}{2}}+{\frac {1}{4}}{\sqrt {2}})\approx 98.421\,058\,118\,15^{\circ }}. Las diagonales de cada antiparalelogramo se cortan en un ángulo de {\displaystyle \arccos({\frac {1}{4}}+{\frac {1}{8}}{\sqrt {2}})\approx 64.736\,825\,645\,55^{\circ }}. El ángulo diedro es igual a {\displaystyle \arccos({\frac {-7-4{\sqrt {2}}}{17}})\approx 138.117\,959\,055\,51^{\circ }}. La relación entre las longitudes de los bordes largos y los cortos es igual a {\displaystyle {\sqrt {2}}}.